# Núi Tahat
Núi Tahat (tiếng Ả Rập: جبل تاهات) là đỉnh núi cao nhất ở Algérie. Độ cao của đỉnh là 2.908 mét (9.541 ft) .
Núi Tahat cũng là đỉnh cao nhất trong dãy núi Hoggar. Thành phố gần nó nhất là Tamanrasset, cách 56 km về phía Nam .
Núi Tahat có nguồn gốc núi lửa. Nó nằm trong khu vực cao nguyên khô cằn của sa mạc Trung Sahara. Người Tuareg sống ở khu vực này.
Phía bắc Tahat là dãy núi Tassili n'Ajjer, nơi có các bức tranh hang động có niên đại từ khoảng 8000 đến 2000 TCN. Các hình nghệ thuật trên đá cho thấy cảnh chăn nuôi gia súc và săn bắt động vật, mà ngày nay chỉ được thấy ở khí hậu kiểu Nam Sahara.